# Boophis picturatus
Boophis picturatus is een kikker uit de familie gouden kikkers (Mantellidae). De soort werd voor het eerst wetenschappelijk beschreven door Frank Glaw, Miguel Vences, Franco Andreone en Denis Vallan in 2001. De soort behoort tot het geslacht Boophis.

## Leefgebied
De kikker is endemisch in Madagaskar. De soort komt voor in het oosten van het eiland en leeft in de subtropische bossen van Madagaskar op een hoogte van 850 tot 1000 meter.

## Beschrijving
De mannetjes hebben een lengte van 23 tot 33 millimeter. De rug varieert van beige tot roodbruin. De buik is wit.